# Expulsión de polacos por la Alemania nazi

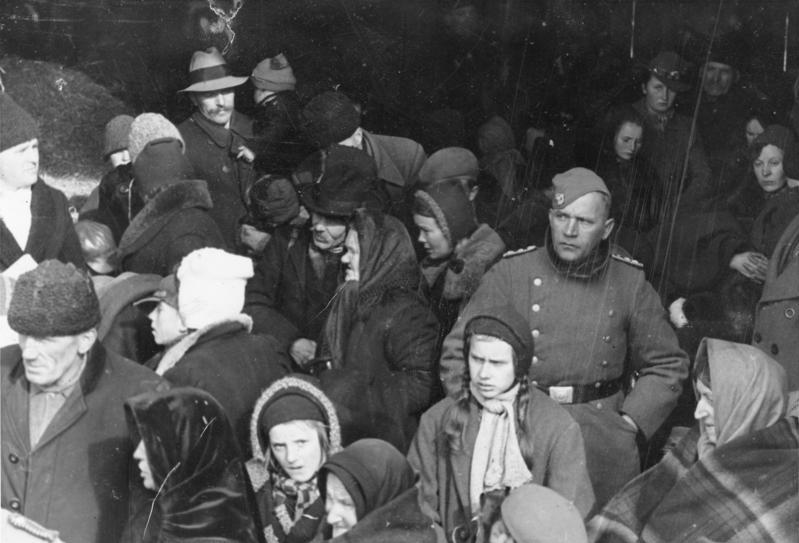
Polacos expulsados en 1939 del Reichsgau Wartheland.

La expulsión de los polacos por parte de la Alemania nazi durante la Segunda Guerra Mundial fue una operación masiva de los nazis que consistió en el reasentamiento forzado de más de 1,7 millones de polacos de todos los territorios de la Polonia ocupada con el objetivo de su germanización geopolítica (ver Lebensraum) entre 1939-1944. Las expulsiones fueron justificadas por la doctrina racial nazi, que describía a los polacos y otros eslavos como Untermenschen racialmente inferiores.

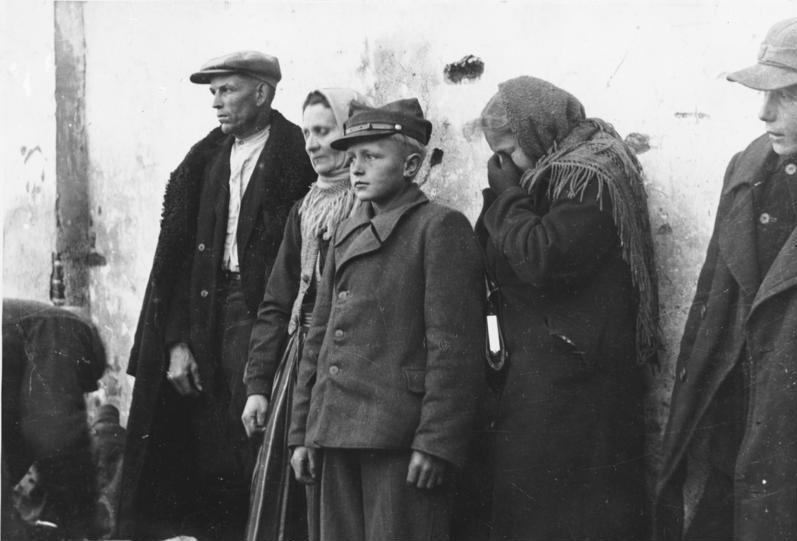
La familia polaca Matczak entre polacos fue expulsada en 1939 de Sieradz, en el centro de Polonia.

Adolf Hitler tenía planes para la extensa colonización de los territorios polacos directamente frente a las fronteras del Tercer Reich anteriores a la guerra, haciéndolos parte de su recién creado Reichsgau Wartheland. Finalmente, sus planes se hicieron más grandes para incluir al Gobierno General en el proceso de limpieza étnica y genocidio. La región se convertiría en un «área puramente alemana» dentro de 15 a 20 años, como lo explicó Hitler en marzo de 1941. Para entonces, el Gobierno General debía ser despejado de 15 millones de ciudadanos polacos y reasentado de 4 a 5 millones de alemanes étnicos.

## Políticas raciales

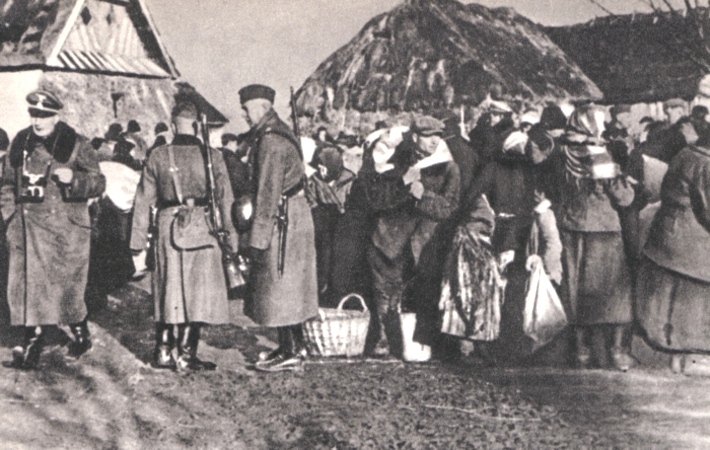
Expulsión de polacos de las aldeas de la región de Zamość por las SS en diciembre de 1942.

Durante la ocupación de Polonia después de la invasión alemana del país, se promulgaron políticas expansionistas sobre su población polaca a una escala sin precedentes. De acuerdo con la ideología nazi, los polacos eran considerados Untermenschen, considerados para la esclavitud y su posterior eliminación, a fin de dar cabida a los alemanes reasentados de toda Europa. Además, Hitler tenía la intención de colonizar ampliamente todos los territorios que se encontraban al este del Tercer Reich. Estos fueron elaborados por la RSHA de las SS en el Generalplan Ost (GPO, "[el] Plan General del Este"), que previó la deportación de 45 millones de personas "no germanizables" de Europa Central y del Este a Siberia Occidental; de los cuales 31 millones eran «racialmente indeseables»: incluido el 100% de judíos, polacos (85%), bielorrusos (75%) y ucranianos (65%). La propia Polonia sería despejada de todos los polacos con el tiempo, ya que unos 20 millones serían expulsados más al este. Los restantes 3 a 4 millones de campesinos polacos que se cree que son los "descendientes" polonizados de colonos y migrantes alemanes (Walddeutsche, colonos prusianos, etc.), y por lo tanto considerados «racialmente valiosos», serían germanizados y dispersados entre la población étnica alemana que vive en suelo anteriormente polaco. El liderazgo nazi esperaba que a través de las expulsiones a Siberia, la hambruna, las ejecuciones en masa y el trabajo esclavo, la nación polaca sería finalmente destruida por completo. Los experimentos de esterilización masiva en campos de concentración también pueden haber sido diseñados para su uso en las poblaciones.
Las expulsiones de la Segunda Guerra Mundial tuvieron lugar dentro de dos entidades políticas específicas establecidas por los nazis, divididas entre sí por una frontera cerrada: un área directamente anexada al Reich en 1939-1941, y otra llamada el Gobierno General, un precursor del expansión del área de asentamiento administrativo alemán. Eventualmente, como explicó Adolf Hitler en marzo de 1941, el Gobierno General quedaría libre de todos los polacos y la región se convertiría en un «área puramente alemana» dentro de 15-20 años, y en lugar de 15 millones de polacos, 4–5 millones de alemanes vivirían allí. El área se convertiría en «tan alemana como Renania».

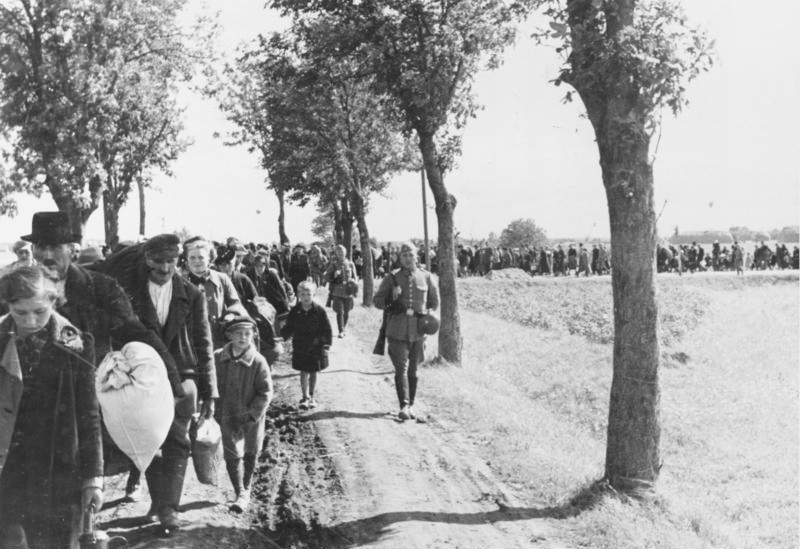
Expulsión del Reichsgau Wartheland. Los polacos son conducidos a trenes bajo la escolta del ejército alemán, como parte de la limpieza étnica del oeste de Polonia anexada al Reich alemán después de la invasión.

En 1945, un millón de Volksdeutsche alemanes de varios países y regiones de Europa del Este, como la Unión Soviética, Besarabia, Rumanía y los Estados Bálticos, habían sido reasentados con éxito en Polonia durante la acción llamada Heim ins Reich. Las órdenes de deportación requerían específicamente que se eliminaran suficientes polacos para abastecer a cada colono; por ejemplo, si se enviaban veinte «maestros panaderos» alemanes, veinte panaderías polacas tenían que retirar a sus dueños. Las expulsiones de polacos fueron conducidas por dos organizaciones alemanas: el Hauptamt Volksdeutsche Mittelstelle y el Departamento de Reasentamiento del "Comisionado del Reich para la Consolidación del Pueblo Alemán" (RKFDV, Reichskomissar für die Festigung deutschen Volkstums), un título en manos de Heinrich Himmler. Los nuevos alemanes fueron colocados en aldeas y pueblos ya libres de sus habitantes polacos nativos bajo la bandera del Lebensraum.

## Expulsión de los territorios polacos anexionados por la Alemania nazi

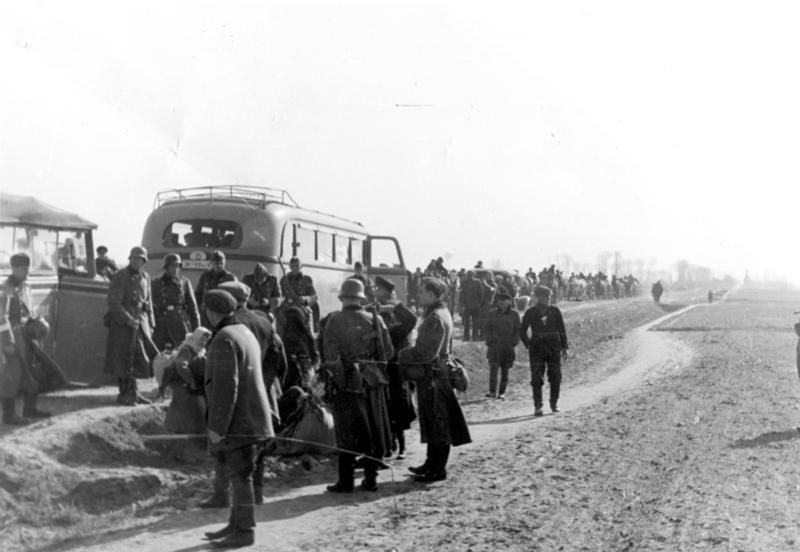
Expulsión de 280.606 polacos del Reichsgau Wartheland.

La germanización comenzó con la clasificación de qué personas eran «racialmente adecuadas», según lo definido por el Volksliste nazi. Alrededor de 1,7 millones de polacos se consideraron germanizables, incluidos entre uno y doscientos mil niños polacos que fueron apartados de sus padres. Para el resto, la expulsión se llevó a cabo, a menudo en vagones de ganado en clima helado, causando la muerte de muchos, especialmente niños. Se llevaron a cabo con poca antelación, a menudo de noche, y a las personas solo se les permitieron algunas pertenencias. Los alemanes étnicos que se reasentaron allí a menudo recibieron hogares polacos con comidas a medio comer en mesas y camas sin hacer, donde los niños pequeños habían estado durmiendo en el momento de sus desalojos. A los miembros de la Juventudes Hitlerianas y la Liga de Muchachas Alemanas se les asignó la tarea de supervisar los desalojos para garantizar que los polacos dejaran la mayoría de sus pertenencias para el uso de los colonos. Esto también podría significar la separación de familias enteras, con adultos sanos enviados a trabajar en Alemania, mientras que el resto fueron enviados al Gobierno General.

Mapa del Gobierno General (marrón); ampliado tras el ataque alemán nazi a la Unión Soviética (marrón claro). Frontera germano-soviética tras la ocupación de Polonia (rojo). Reichsgau Wartheland (entre la frontera occidental polaca de 1939 y el gobierno general).

Junto con las llamadas «expulsiones salvajes», en cuatro años de ocupación nazi, 923.000 polacos fueron eliminados étnicamente de los territorios anexados por Alemania al Reich. Según una investigación realizada por Czesław Łuczak, los alemanes expulsaron los siguientes números de polacos de las áreas anexas al Reich, así como de todos los demás, en el período de 1939-1944:
| Territorio                                                   | Número de desplazados |
| ------------------------------------------------------------ | --------------------- |
| Región de Warthegau                                          | 280.606               |
| Silesia                                                      | 81.000                |
| Pomerelia                                                    | 124.000               |
| Białystok                                                    | 28.000                |
| Ciechanów                                                    | 25.000                |
| Expulsiones salvajes de 1939 (Sobre todo Pomerelia)          | 30.000 – 40.000       |
| Territorios polacos anexionados por la Alemania nazi (total) | 918.000 – 928.000     |
| Zamość                                                       | 100.000 – 110.000     |
| Gobierno General (campo de maniobras)                        | 171.000               |
| Varsovia (después del alzamiento de Varsovia)                | 500.000               |
| Total en todos los territorios polacos ocupados              | 1.689.000 – 1.709.000 |

### Gran Polonia

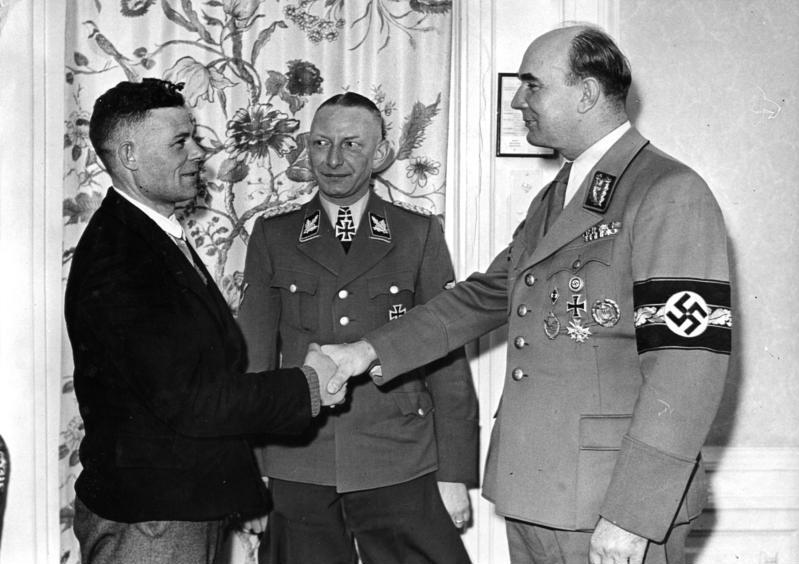
El Obergruppenfuhrer de las SS Arthur Greiser da la bienvenida al millonésimo alemán étnico reasentado de Europa del Este en los territorios anexos de la Polonia ocupada, marzo de 1944.

Entre 1939 y 1940, las expulsiones nazis de la Gran Polonia (Wielkopolska) ocupada por los alemanes afectaron a 680.000 polacos. Solo desde la ciudad de Poznań (Posen) en el Reichsgau Wartheland, los alemanes expulsaron a 70.000 polacos al Gobierno General. Las deportaciones realizadas bajo el liderazgo del SS-Obergruppenführer Wilhelm Koppe, fueron supervisadas por el SS-Standartenführer Ernst Damzog, quien también estaba a cargo de la operación diaria del campo de exterminio de Chełmno. Para 1945, medio millón de Volksdeutsche alemanes de Europa del Este, incluidos la Unión Soviética, Volhynia, Besarabia, Rumania y los alemanes bálticos, habían sido reasentados en esta área durante la acción llamada Heim ins Reich.

### Pomerelia

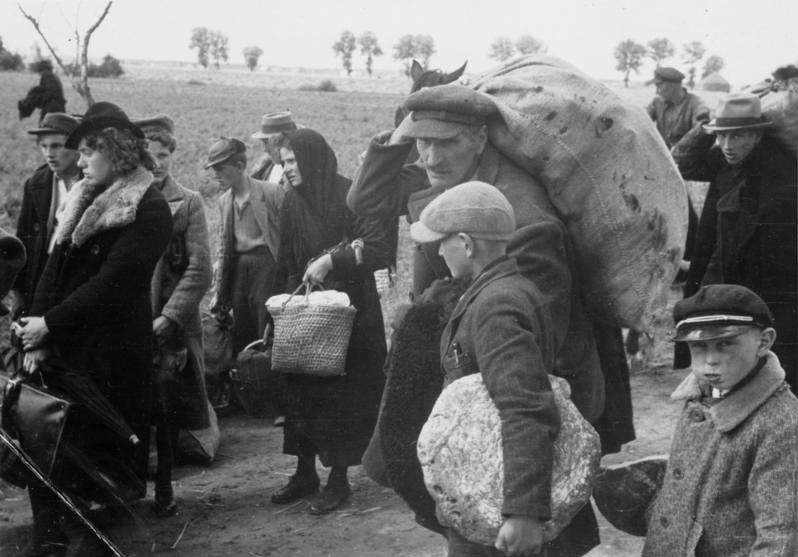
Expulsión de polacos de Czerniejewo en 1939.

De 1939 a 1940 en la Pomerelia ocupada por los alemanes (nombrada Danzig-Prusia Occidental por los alemanes), las expulsiones afectaron a 121.765 polacos. Un total de 130.000 Volksdeutsche fueron reasentados allí, incluidos 57.000 alemanes de Europa del Este, incluidos la Unión Soviética, Besarabia, Rumanía y los estados bálticos.

### Silesia
En 1940 y 1941, los alemanes desalojaron a 17.000 residentes polacos y judíos de los distritos occidentales de la ciudad de Oświęcim; de todos los lugares ubicados directamente adyacentes al campo de concentración de Auschwitz y también de los pueblos de Broszkowice, Babice, Brzezinka, Rajsko, Pławy, Harmęże, Bór y Budy. La expulsión de civiles polacos fue un paso hacia el establecimiento de la «Zona de interés del Campo» destinada a aislar el campo del mundo exterior y expandir la actividad económica diseñada para satisfacer las necesidades de las SS. Los colonos étnicos alemanes y Volksdeutsche fueron enviados en su lugar.
Los años de 1940 a 1944 marcaron la expulsión de 50.000 polacos del área de Żywiec, incluidos 18.000–20.000 polacos durante la operación Aktion Saybusch realizada por la Wehrmacht y la Ordnungspolizei a finales de 1940. La primera de estas acciones tuvo lugar el 22 de septiembre de 1940. La Aktion Saybusch duró de septiembre a diciembre de 1940, con unos 3.200 Volksdeutsche fueron traídos por el Heim ins Reich (Retorno al Imperio) de la Bukovina rumana. Hasta el final de la Segunda Guerra Mundial, un tercio de la población polaca fue expulsada de esta región de un total de 50.000 habitantes. Los polos fueron retirados por la fuerza de la región y reemplazados por unos 4.000 colonos Volksdeutsche del este de Galitzia y Volhynia a quienes se les dio nuevos latifundios.

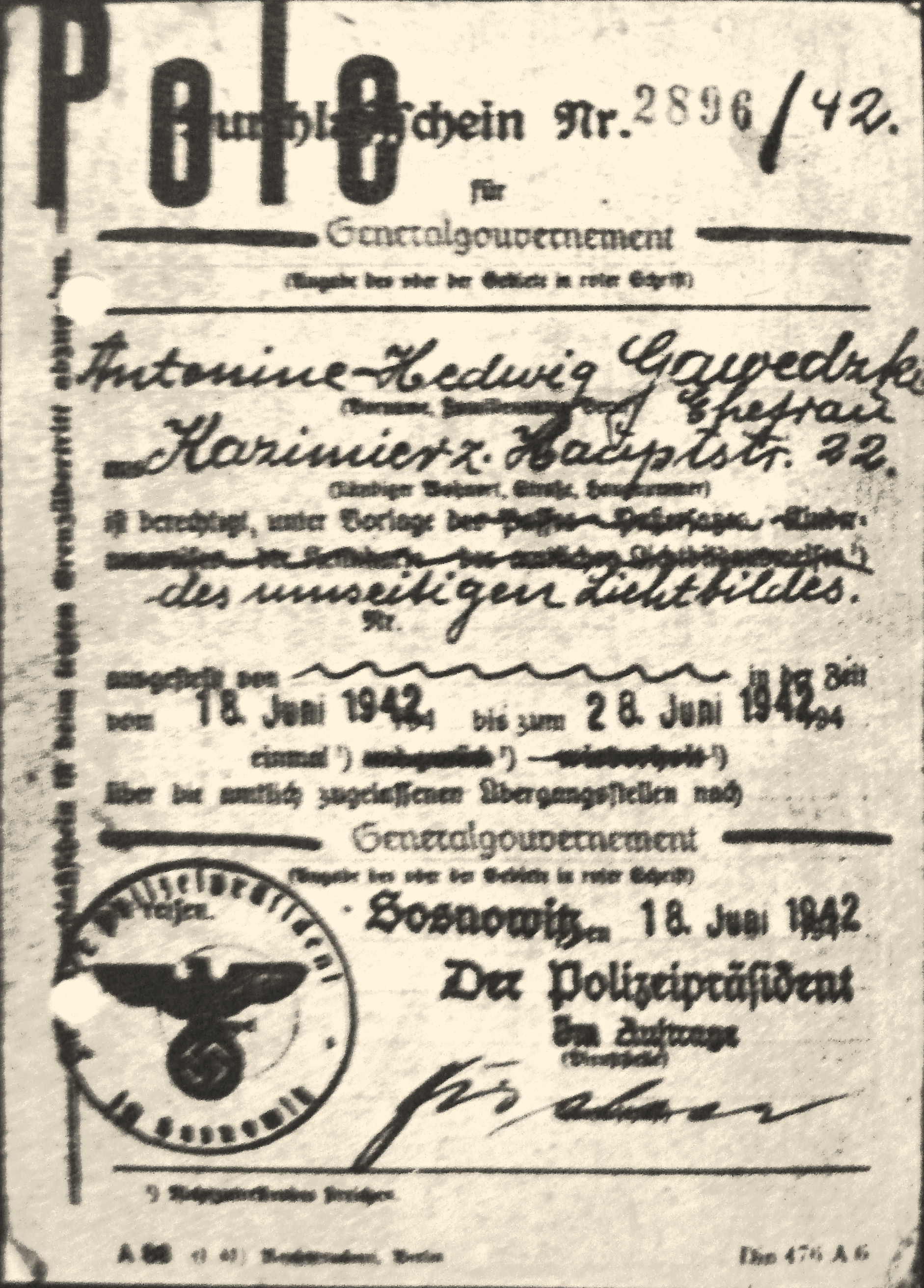
Orden de expulsión de Sosnowiec 1942 con el sello polaco.

### Área de Łódź
El área de Łódź fue unida por los alemanes a la Gran Polonia ocupada (Wielkopolska), rebautizada como Reichsgau Wartheland. Las primeras expulsiones de la ciudad de Łódź (rebautizada como Litzmannstadt) tuvieron lugar en 1939. Los nazis, ayudados por el Volksdeutsche local, expulsaron primero a las familias polacas del osiedle «Montwiłła» Mireckiego. Hasta 1940, los 5.000 residentes de esta subdivisión fueron expulsados. Entre 1939 y 1945, de toda el área de Łódź (Regierungsbezirk Litzmannstadt), incluido źódź, Sieradz, Pabianice y otros asentamientos, 444.000 personas de etnia polaca fueron expulsadas, casi el 25% de su población.

## Expulsiones del Gobierno General
El territorio del distrito alemán llamado Gobierno General fue la segunda área principal de expulsiones después del Reichsgau Wartheland. Los alemanes vieron la entidad en sí misma solo como una medida temporal y sirvió como una gran área de concentración para que los polacos realicen trabajos forzados para impulsar la industria y el esfuerzo de guerra de Alemania. Con el tiempo, también se eliminaría a los polacos.

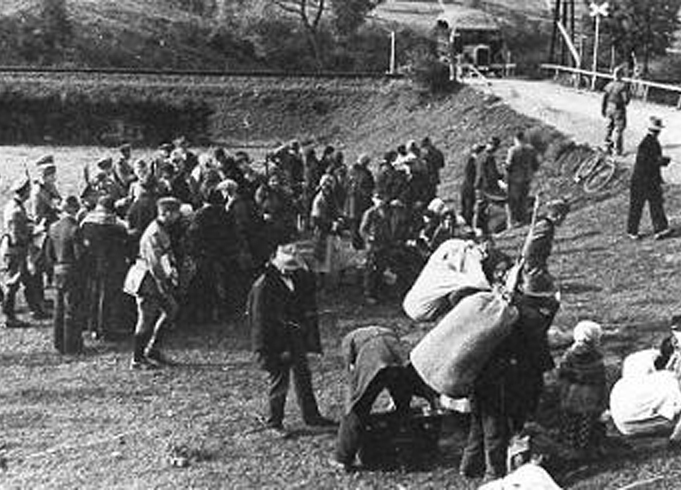
Acción Saybusch, 24 de septiembre de 1940. Los polacos expulsados esperan el transporte en un cruce ferroviario (en esta foto, algunos miembros de las 129 familias deportadas del pueblo de Dolna Sól).

### Zamość
Unos 116.000 polacos fueron expulsados de la región de Zamość, como parte del plan nazi para establecer colonias alemanas más al este en los territorios conquistados. Zamość se renombraría Himmlerstadt («Ciudad de Himmler»), luego se cambió a Pflugstadt («Ciudad del Arado»), que simbolizaría el «arado» alemán que «araría» el Este. Además, casi 30.000 niños fueron secuestrados por las autoridades alemanas de sus padres en esa área para su posterior germanización. La acción condujo a una operación masiva por parte del movimiento de resistencia subterráneo polaco dirigido principalmente por la Armia Krajowa y el Bataliony Chłopskie, conocido como el Alzamiento de Zamość.

### Varsovia
Entre las expulsiones de los centros metropolitanos de Polonia, la más grande tuvo lugar en su capital. En octubre de 1940, 115.000 polacos fueron expulsados de sus hogares en el centro de Varsovia para dar cabida al gueto judío construido por las autoridades. Después del fracaso del levantamiento de Varsovia, medio millón de personas fueron expulsadas de la ciudad como castigo, con un 35% de los edificios destruidos sistemáticamente bloque por bloque.